# Будинок на вулиці Проскурівській, 83 (Хмельницький)
Міське училище у місті Проскурові — двоповерховий будинок, котрий був спеціально побудований у 1906 році для потреб двокласного міського народного училища. Сучасна адреса: місто Хмельницький, вулиця Проскурівська, 83. Будівля протягом більш ніж сторічної історії свого існування використовувалась в основному для освітніх цілей. Входить до переліку об'єктів архітектури та містобудування міста Хмельницького, згідно з рішенням Хмельницької міської Ради народних депутатів від 20 квітня 1995 року, № 8.

## Історія будинку

### Передісторія
На початку 19 сторіччя, народна освіта відрізнялась деякими особливостями. Згідно із законами того часу, існувало декілька типів навчальних закладів, серед яких виділяли університети, школи, гімназії та училища. У проскурівських краях функціонувало два училища: перше мало назву єврейського училища першого розряду в Проскурові, а друге знаходилось у Чорному острові і називалось повітовим. У другій половині 19 століття, у 1869 році, народна освіта була суттєво реформована, в результаті чого багато училищ, котрі в той час називались дворянськими, були перетворені в інші навчальні заклади — у міські народні училища. Повітове училище у Чорному острові припинило своє існування, в той час, як в Проскурові з'явилось міське народне училище. Воно багато років функціонувало в приміщеннях, що знаходились на перетині сучасних хмельницьких вулиць Театральної та Соборної. У 1880 році Проскурову надали статус міста, і це багато чого змінило в суспільному житті. Міська влада отримала змогу більше розпоряджатись міськими коштами та господарством. Площі усіх територій, котрі були відведені для розташування міського училища, об'єктивно було не достатньо. У 1900 році було прийнято рішення щодо будівництва нового приміщення для потреб училища.

### Міське училище
Будівництво приміщення міського училища завершили лише у 1906 році. Сталось це і завдяки штатному доглядачу училища Олександру Семеновичу Тищенко. Він був відомим жителем Проскурова і користувався авторитетом та популярністю серед місцевого населення. І саме завдяки його зусиллям, тогочасною міською владою було прийнято рішення про будівництво. На цій посаді, Олександр Тищенко пробув більше, ніж 30 років. Проскурівський нотаріус К. Колоколов навіть зазначав у своїх спогадах, які відносять до 1888 року, що проскурівське суспільство того часу дуже симпатизувало О.Тищенко.
Для навчання у цьому закладі приймали дітей, вік яких становив від 5 до 12 років. Щоб пройти повний освітній курс, необхідно було відвідувати заклад цілих 5 років. В училищі було роздільне навчання для хлопчиків та дівчаток. Були створені жіночі та чоловічі відділення. Серед предметів, що викладались у стінах міського училища, можна виокремити: географію та історію, Закон Божий та арифметику, природознавство та креслення. Викладалась російська мова з краснописом та церковний спів. Окрім того, дівчата навчались рукоділля, а хлопчики — ремесел.
Проскурівське міське училище грало дуже важливу роль в історії міста. Саме у цьому закладі виникли у 1909 році «Постійні педагогічні курси», котрі мали змогу відвідувати вчителі. У 1912 році роль навчального закладу трохи змінилась — тепер він виконував роль вищого початкового училища. Перед тим, як вступити до нього, діти мали спочатку закінчити початкову школу. Певні обмеження були й у віці — приймались учні 10-13 років.

### За радянської влади

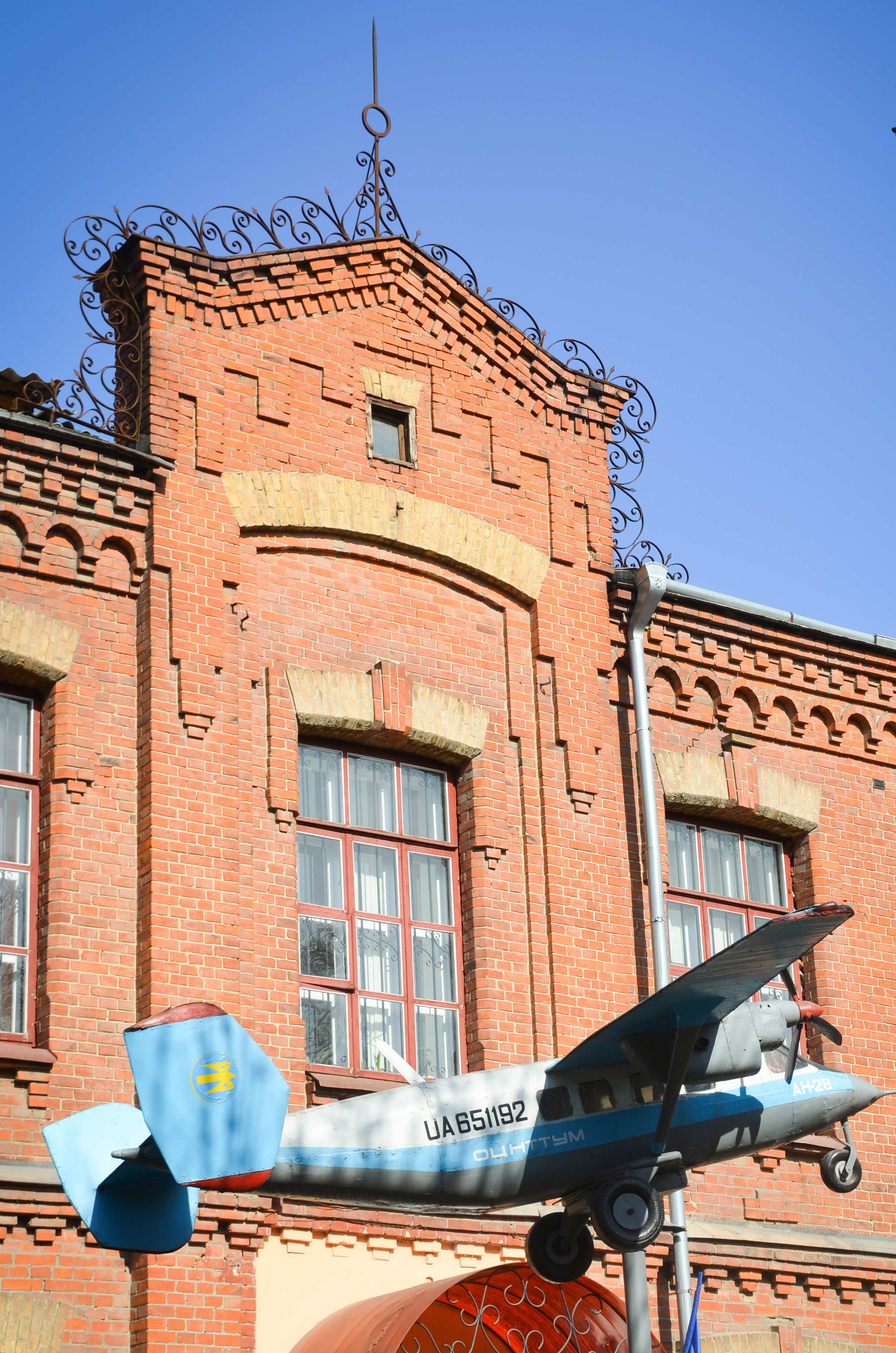
10 березня 2015 року. Модель літака перед будинком центру науково-технічної творчості молоді.

Вище початкове училище проіснувало не довго і припинило своє існування взагалі під час радянських часів. У подальші роки в будівлі розміщується середня українська школа. Спочатку її називаються школою № 7, потім, після закінчення війни — № 3. Найскладнішим був період, коли приміщення використовувалось німецько-фашистськими окупантами як «Вербувальний пункт» у період Великої Вітчизняної війни. У 1970 році у цій будівлі з'являється обласна станція юних техніків, котра відігравала важливу роль у житті та розвитку молодого покоління. Станції юних техніків функціонували й в інших містах. Своєрідним символом станції юних техніків, а потім і центра науково-технічної творчості, є велика модель літака, що розміщена перед входом у будівлю по вулиці Проскурівській, 83.

### Після Незалежності
З 1992 року у приміщенні будівлі розпочав свою діяльність центр науково-технічної творчості молоді згідно з наказом управління освіти та науки Хмельницької обласної державної адміністрації від 19 серпня 1992 року № 44. Його діяльність поступово розвивається. У 2007 році кількість учнів, що цікавляться науковими та технічними, спрямуваннями, збільшилась. Учасники центру науково-технічної творчості молоді беруть активну участь у конкурсах і різних масових заходах.

## Архітектура
Будинок по Проскурівській, 83 є своєрідним відображенням архітектури «цегляного стилю» у місті. Цей напрям має другу назву «стиль київських підрядників». Він був популярний на початку 20 століття у Хмельницькому. Для нього були характерними технічні та художні якості головного елементу будівництва — цегли. Ця будівля є типовою для архітектури кінця 19 століття — початку 20 століття. Посередині споруди знаходиться житлова частина, а з лівої та правої сторони містяться вежі-башти, котрі виглядають схожими на мансарди.
Двоповерховий, цегляний, у плані прямокутний. Виконаний у відкритій червоній цеглі, декоровано цегляними деталями, запозиченими переважно з класичної архітектурної спадщини. Виокремлюється центральна розкріповка, яка увінчана трикутним аттиком, та бічні ризаліти великого виносу, які увінчані трикутними фронтонами зі стовпчиками по кутах. Горизонтальне членування визначають міжповерховий та вінцевий карнизи, які оздоблені типовими для цегляної архітектури зубчиками. Вікна прямокутні, оздоблені замковими каменями. Будинок — зразок споруди спеціального призначення початку 20 століття, зберігся дотепер майже без змін та має архітектурну цінність завдяки своєму цегляному муруванню.
Будівля має подібні риси до інших об'єктів, зведених у цьому ж архітектурному напрямі й розташованих на вулиці Проскурівській